# Wayne County, Ohio
Wayne County är ett administrativt område i delstaten Ohio, USA, med 114 520 invånare. Den administrativa huvudorten (county seat) är Wooster. 

## Geografi
Enligt United States Census Bureau har countyt en total area på 1 441 km². 1 439 km² av den arean är land och 2 km² är vatten.      

### Angränsande countyn
- Medina County - norr
- Summit County - nordost
- Stark County - öst
- Holmes County - söder
- Ashland County - väst

### Städer och samhällen
- Apple Creek
- Burbank
- Congress
- Creston (delvis i Medina County)
- Dalton
- Doylestown
- Fredericksburg
- Marshallville
- Mount Eaton
- Norton (delvis i Summit County)
- Orrville
- Rittman (delvis i Medina County)
- Shreve
- Smithville
- West Salem
- Wooster (huvudort)